# 約瑟夫·布羅伊爾

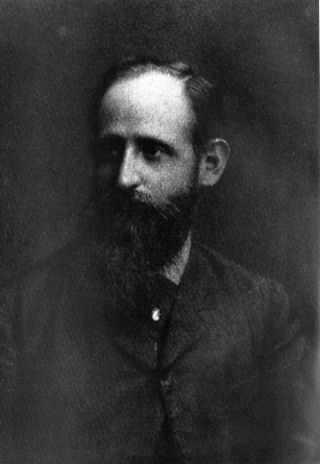
約瑟夫·布羅伊爾

約瑟夫·布羅伊爾（Josef Breuer，1842年1月15日—1925年6月20日），一位在1880年代緊密地和西格蒙德·弗洛伊德一起工作的奧地利心理醫生，並且企圖以催眠來減輕病人的神經官能症。